# Adnan Polat
Adnan Polat (Erzurum, 1953. február 23. –) török üzletember és befektető. A Polat Holding A.S. vállalatcsoport részvényeinek döntő hányadát birtokolja, emellett több jelentős török vállalkozás tulajdonosa és igazgatóságának elnöke. Tagja az Isztambuli Kereskedelmi Kamarának (ICOC), a török üzleti szektort tömörítő civil szervezetnek (a TÜSIAD-nak), valamint az Isztambuli Kereskedelmi Kamara (ICOC) és az Isztambuli Iparkamara (ICI) által alapított, az Európai Unióval és az EU-török kapcsolatokkal foglalkozó civil kutatószervezetnek, az Isztambuli Gazdaságfejlesztési Alapítványnak (IKV). Ezen kívül Adnan Polat a Török Külgazdasági Kapcsolatok Tanácsa (DEIK) által működtetett Magyar-Török Üzleti Tanács elnöke és a magyarországi Gül Baba Türbéje Örökségvédő Alapítvány elnöke.
Legfontosabb magyarországi tevékenysége az a beruházás, ami a XIII. kerületi Újlipótváros utolsó, lakáscélra beépíthető területén valósul meg a Polat Hungary leányvállalata, a PD Real Estate Development Kft. fejlesztésében. Ez Adnan Polat első ilyen típusú magyarországi projektje. Az épületkomplexum többek között lakásokat, nemzetközi luxus szállodát, kávézókat, üzlethelyiségeket és éttermeket foglal majd magában. A Duna-part mellett épülő Duna Pearl projekt tervezett átadása 2022 második felében várható.
Hasonlóan jelentős az a szintén budapesti beruházása, amelynek során a Soroksári út 58., Máriássy utca 2-6. és Vágóhíd utca 1-5. közötti területen lakásokat, irodákat és egy hotelt tervez építeni. A Budapesti Húsnagykereskedelmi Vállalat tulajdonát képező 4,8 hektár területű ipari zónát, ahol egykor (1872-1984 között) a Közvágóhíd működött, az APD Real Estate Kft. vásárolta meg 2017-ben. Az 1980-as évek második felétől fokozatosan kiüresedő épületegyüttes állaga – a komolyabb karbantartások és fejlesztések elmaradása miatt – jelentősen megromlott, a terület egyes részei szemetessé, gondozatlanná váltak, és botrányos állapotokról (pl.: szabálysértések, közlekedési kihágások) is készültek beszámolók. A főváros helyi védettségi értéket képviselő épületegyüttese volt 1994-től, ennek ellenére a az építészeti örökségéhez tartozó épületek nagy része a bontásnak áldozatul esett, bár a megvalósuló ingatlanberuházás koncepciótervében hangsúlyos elemként szerepelt a „terület múltjához kapcsolódó értékek megjelenése”, amit a fejlesztő „egyrészt a történelmi örökség szempontjából fontos víztorony és a bejárati szobrok megtartásával, illetve néhány épületrész visszaépítésével, másrészt az új épületek és közösségi terek témaválasztásával és látványával tervezi elérni". A City Pearl nevet viselő beruházás első üteme várhatóan 2021-ben készül el.

## Üzleti tevékenysége
Már az általános iskola első éveitől kezdve rendszeresen járt ki nyaranta építkezésekre, ahová építőiparban dolgozó édesapja (Ibrahim Polat) vitte magával. A több évtizedes ingatlanpiaci jelenlét nyomán mára már húszezernél is több lakás és irodák százai épültek fel a Polat márkanév alatt.
Az ingatlanfejlesztés mellett a kerámiaiparban is érdekelt a vállalatcsoport. A cég irányítását átvéve Adnan Polat nevéhez kötődik az Ege Seramik, a világ egyik vezető burkolólapgyártó vállalatának nemzetközi piacokra történő kilépése. A vállalatcsoport sikere mentén a Török Kerámia Szövetség elnökeként szerepet játszott a teljes török kerámiaipar fellendítésében, nemzetközi piacokon történő megjelenésében.
A megújuló energia szektorban a Polat Energy vált piacvezetővé a szélenergia területén Törökországban.

## Építkezések
Az ingatlanszektoron belül a vállalatcsoport fő tevékenységei közé a projektfejlesztés, valamint az ingatlanbefektetés és -kezelés tartozik. Adnan Polat irányítja Törökország legnagyobb, magánberuházás keretében megtervezett és megvalósuló városfejlesztési projektjét, a Piyalepaşa Istanbult, ami a Piyalepaşa Gayrimenkul (Piyalepaşa Real Estate) leányvállalat kivitelezésében készül. A leányvállalathoz tartozó vállalatok valósítják meg a ’Polat Ev’ és ’Polat Ofis’ márkanevek alatt futó projekteket, amelyek olyan lakó- és életterek, valamint irodák kialakítására fókuszálnak – elsősorban Isztambul városközpontjában és egyéb kiemelt helyein –, amelyek illeszkednek a városi kultúrába. A holding lakások és irodák ezreit építette fel a Polat márkanév alatt a török ingatlanpiacon, a 65 éves tapasztalatra és szakértelemre alapozva a Polat vállalatok fő törekvése, hogy minden érdekeltnek és érintettnek hozzáadott értéket teremtsenek projektjeikkel.
A vállalatcsoporton belül a Polat Yonetim Danismanlik Hizmetleri (Polat Management) felel a professzionális épületüzemeltetési szolgáltatásokért, míg a Piyalepasa projekthez kapcsolódó üzemeltetési feladatokat a holdingon belül a Piyalepasa Yonetim Danismanlik Hizmetleri (Piyalepasa Management) látja el, amelynek fő profilja a projekt valamennyi eleméhez (lakás, iroda, szálloda, bevásárlóutca) menedzsment-szolgáltatások biztosítása.
A Polat Holding építőipari beruházásai a turizmus fellendítésében is szerepet játszanak; a holding három legjelentősebb szállodája a Renaissance Polat Istanbul Hotel, a Renaissance Istanbul Polat Bosphorus Hotel és a Polat Erzurum Resort Hotel. A Polat márka negyedik szállodája jelenleg épül Isztambul szívében, 2023-ra tervezett megnyitását követően 300 szobával várja majd a vendégeket.

### Magyarországi építkezések
Magyarországon a Polat Holding a Polat Hungary leányvállalatán keresztül szervezi ingatlanpiaci beruházásait, amelyben Adnan Polat is vezető tisztséget tölt be. A 2015-ben alapított magyar vállalat építőipari befektetésekkel, valamint saját tulajdonú és bérelt ingatlanok bérbeadásával és üzemeltetésével foglalkozik. A vállalat kiemelt projektje, Budapest egyik legfontosabb történelmi épületének, a 2013 óta kulturális örökségvédelem alatt álló Spitz Villának a felújítása, amely megtartva legutóbbi funkcióját jelenleg is irodaépületként működik.
A 2016-ban Magyarországon alapított PD Real Estate Development Kft. Újlipótváros zöld lakóparkjának megvalósításán dolgozik Budapest XIII. kerületében, a Pozsonyi út 77-79. szám alatt. A vegyes használatra készülő, 193 lakásos Duna Pearl lakópark jelenleg a kerület egyetlen ilyen típusú, modern ingatlanfejlesztése. A lakásokon kívül a Duna Pearl-ben szálloda, egy éttermekből és kávéházakból álló negyed, valamint egy belső udvar is lesz majd.  
Az APD Real Estate Kft. is egy új, vegyes használatra készülő projekten dolgozik: a City Pearl projekten, Budapest IX. kerületében (a Soroksári úton). Az APD célja, hogy fejlesztőként egy revitalizációs projekt keretében új multifunkciós városközpontot hozzon létre a területen. A tervezett City Pearl projekt ipari műemlékterületen épül, a terület kulturális emlékeinek védelmére állítólag kiemelt figyelmet fordítanak a fejlesztés során, a megőrzendő ingatlanokat szakemberek újítják majd fel. A City Pearl vegyes használatra épül, tartalmaz majd lakásokat, irodákat, szállodát és egy bevásárlóközpontot is.

## Energetika
Az energiaszektorban a Polat Holding befektetéseinek fókuszában a szél- és a napenergia hasznosítása áll, mind Törökországban, mind külföldön. A vállalatcsoport megújuló energetikai projektekkel foglalkozó vállalkozásai a Polat Enerji, az AP Enerji, a Meltem Enerji és az Erguvan Enerji neveken futnak, összesen 9 erőművet üzemeltetnek Törökországban a Polat márkanév alatt.
A 2000-ben alapított Polat Enerji megújuló erőművi projektekben érdekelt, és ma Törökország egyik legnagyobb szélerőművekkel foglalkozó vállalata. Jelenleg a Polat Enerji a szélenergia területén a maga 559 MW-os összes beépített teljesítményével a legnagyobb befektető Törökországban.
Emellett a vállalat 2019-ben állította kereskedelmi üzembe első, 26 MW beépített teljesítményű naperőművét Törökországban. A Polat Enerji megközelítőleg 1,6 milliárd kWh áramot termel évente, amely 500 000 ember éves energiaigényének felel meg. Szélerőművei évente 875 000 tonna szén-dioxid kibocsátását előzik meg, amely 40 millió fa szén-dioxid-elnyelő képességének felel meg.

### Projektek
- Soma WEPP
- Geycek WEPP
- Poyraz WEPP
- Seyitali WEPP
- Cıngıllı SEPP
- Yeni Foça SEPP
- EGE WEPP
- Göktepe WEPP
- Menemen SEPP

A fenti erőművek beépített összkapacitása megközelítőleg 715 MW.
A SOMA WEPP, amely 288,1 MW-os beépített kapacitással Manisában épült, Törökország legnagyobb működő szélerőműve. A Kirsehirben megépült GEYCEK WEPP pedig Törökország negyedik legnagyobb szélerőműve, 168 MW beépített kapacitással.
Adnan Polat négy évvel ezelőtt[mikor?] kezdett megújuló erőművekkel foglalkozni Magyarországon. A naperőművi fejlesztéseket a SolServices Kft. végzi, amely a Polat érdekeltséghez tartozó HSWE Investments B.V. tulajdonában lévő, Magyarországon bejegyzett és magyar szakembereket foglalkoztató vállalat.

## Kerámiaipar
A Polat vállalatcsoport már több mint 45 éve foglalkozik kerámia burkolólapok gyártásával, értékesítésével. Az İbrahim Polat által 1972-ben alapított, az Ibrahim Polat Holding leányvállalataként működő Ege Seramik Törökország vezető kerámiapiaci szereplőjének számít.
Adnan Polat a török Kerámia Burkolólap-gyártók Szövetsége (SERKAP) 2001-ben megválasztott elnökeként, majd a 200 000 dolgozót foglalkoztató Török Kerámia Szövetség 2002-ben megválasztott elnökeként szerepet játszott a török kerámiaipar 21. századi fellendítésében, a termékek új piacokra való eljuttatásában.
Adnan Polat 2003-2008 között töltötte be a világ öt legnagyobb burkolólapgyártó vállalata közé tartozó Ege Seramik igazgatóságának elnöki tisztségét. Elnöksége idején a vállalat új üzemrésszel bővült és gyártókapacitása elérte a 25 millió m²/év mennyiséget. Az Ege Seramik, az iparág vezető vállalata, a török piacon kívül a világ 53 országába szállítja termékeit.
Az Ege Seramik magas minőséget képviselő termékei Magyarországon már az 1990-es évek első felétől megtalálhatók, rendelkeznek az egyik legfontosabbnak számító fenntarthatósági igazolással, az úgynevezett Green Squarted tanúsítvánnyal. 
Adnan Polat közbenjárásával a cég 2005-től szponzora volt a magyar Vasas SC focicsapatnak.

## Kereskedelmi tevékenysége
A Polat Holding külkereskedelmi tevékenységét a Polat Dış Ticaret (Polat Foreign Trade) és a ALX Magyar-Török Kereskedelmi Központ Kft. nevű leányvállalatain keresztül végzi. A HEPA Turkey brand név alatt 2015 óta a HEPA szerződéses partnereként magyar vállalkozások és termékek promóciójával foglalkozik Törökországban és Görögországban. A vállalat tevékenységét hét regionális irodán keresztül végzi, amelyből négy Törökországban található (Isztambulban, Ankarában, Izmirben és Bursában), további három pedig Athénban, Nicosiában és Budapesten.
2013-ban a török-magyar kapcsolatok stratégiai együttműködésekkel erősödtek és megalakult az együttműködést felső szinteken támogató stratégiai tanács, majd ennek keretében folytatta a gazdasági kapcsolatok szorosabbra fűzését a Magyar-Török Gazdasági Vegyes Bizottság. Ezek eredményeként a két ország közötti kereskedelmi mérleg 2015-ben a korábbi jellemző 1,6 milliárd dollárról 3,5 milliárd dollárra emelkedett.
Jelenleg 500-nál is több török vállalkozás működik Magyarországon. A török vállalatok közvetlen és közvetett magyarországi befektetései jelenleg 500 millió eurót tesznek ki.
Adnan Polat több mint 30 éve áll üzleti kapcsolatban Magyarországgal. 2015 óta a Török Külgazdasági Kapcsolatok Tanácsa (DEIK) által működtetett Magyar-Török Üzleti Tanács elnöke, amelynek célja a nemzetközi befektetések és kereskedelem fellendítése.

## Kulturális tevékenységei Magyarországon

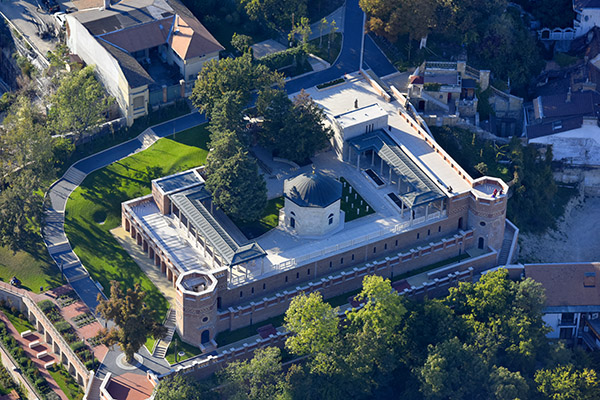

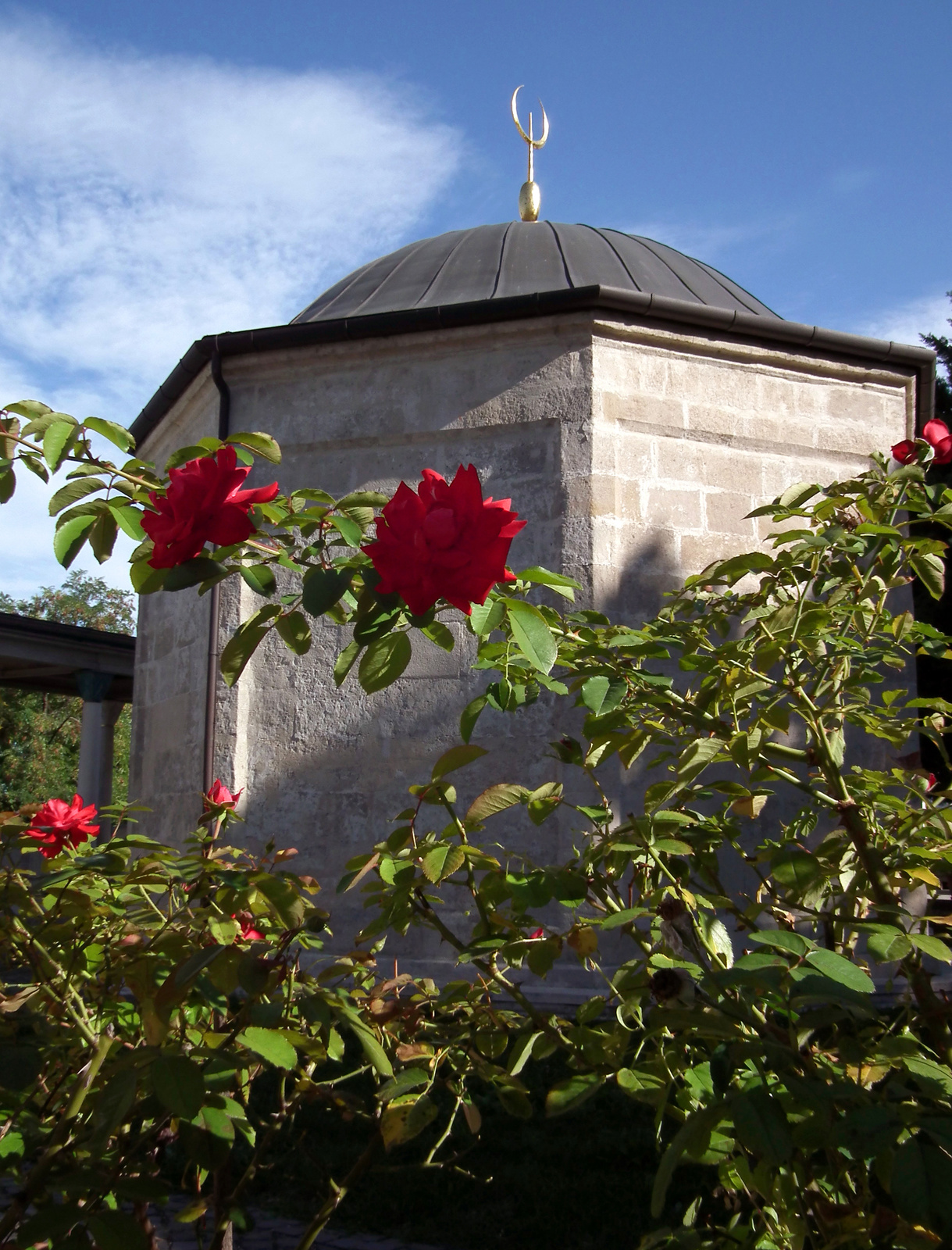

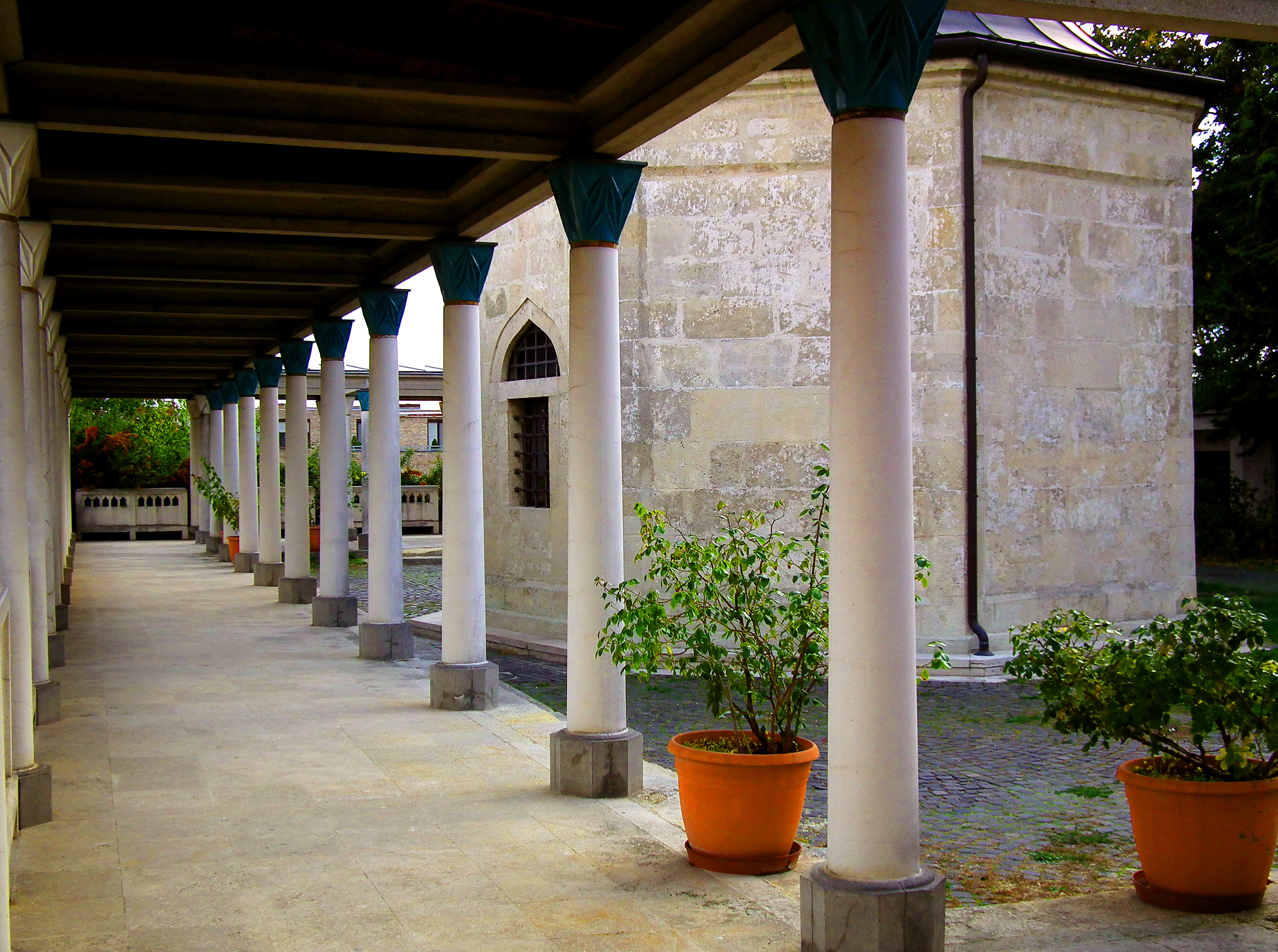

Amikor az 1980-as évek végén Adnan Polat egy logisztikai központ létrehozásának terve kapcsán először üzleti megbeszélésre érkezett Magyarországra, meglátogatta Gül Baba türbéjét. Ekkor döntött úgy, hogy mindent megtesz Magyarország legjelentősebb török síremlékének helyreállítása érdekében. Közbenjárására egy államközi megállapodás eredményeként újították fel a Gül Baba türbéjét, amelyet végül 2018 októberében nyitottak meg hivatalosan. Az emlékhely épülete 2020-ban elnyerte a Nemzetközi Ingatlan Szövetség (FIABCI) pályázatán a középületek kategória arany, és az örökségvédelem kategória ezüst nívódíjat., valamint még ugyanezen évben a műemlék-helyreállítás, építményrehabilitáció kategória építészeti nívódíjában részesült az Építőipari Mesterdíj Alapítvány 2020. évi pályázatán. 2021 tavaszára megújult a pécsi Idrisz Baba Türbe is, amelynek állagmegóvási (renoválási és revitalizációs) munkálatait – a műemléket gondozó NÖF Nemzeti Örökségvédelmi Fejlesztési Nonprofit Kft. hozzájárulásával – a Gül Baba Örökségvédő Alapítvány végezte el.  Adnan Polat, a Gül Baba Türbéje Örökségvédő Alapítvány elnöke, valamint a Magyarország és Törökország közötti kulturális és gazdasági kapcsolatok erősítése céljából 2017-ben bejegyzett MAGYAR-TÖRÖK GÜL BABA BARÁTI EGYESÜLET elnöke és a szervezet egyik kiemelkedő anyagi támogatója is. 

## Díjak, elismerések
A törökországi kerámiaipar Olaszországgal kiépített kapcsolatainak elismeréseként 2006 júniusában Adnan Polat az Olasz Köztársaság érdemrendjével tüntették ki.
2007-ben a Mersin város önkormányzata által megtartott ’Top Sportspeople of 2007’ eseménysorozaton az ’Év sportolója’ díjak kiosztása mellett Adnan Polat megkapta ’Az év menedzsere’ díjat.
2008-ban elnyerte a török Milliyet Sports Awards által adományozott ’Az év sportembere’ kitüntető díjat.
2010-ben a Feyziye Mektepleri Vakfi Ozel Isik Okullari által rendezett "Spora Isik Tutanlar" ünnepségen Adnan Polatnak ítélték oda ’Az év sportembere’ díjat.
A Török Külgazdasági Kapcsolatok Tanácsa (DEIK) által működtetett üzleti tanácsok teljesítmény-értékelési rendszerének keretén belül 2019-ben kiválasztották a kereskedelmi diplomácia legjobbjait. A Magyar-Török Üzleti Tanács első helyezést nyert a médiajelenlét kategóriában a B-C csoport országai közül. A díjat Adnan Polat, az Üzleti Tanács elnöke vehette át.